# Anagenese
Anagenese kommer af græsk ana = "hen gennem" + genesis = "skabelse". Det er en artsdannelse, som sker ved langsom omdannelse af en arts arveanlæg. Anagenese er en lineær evolution.